# Chan Yuen-han
Dans ce nom, le nom de famille, Chan, précède le nom personnel.
Pour les articles homonymes, voir Chan.
Chan Yuen-han (en chinois simplifié : 陈婉娴 ; chinois traditionnel : 陳婉嫻 ; pinyin : Chén Wǎnxían ; cantonais Jyutping : Can4 Jyun2haan4) est une femme politique et syndicaliste hongkongaise, née le 16 novembre 1946 dans le district de Bao'an à Shenzhen (Guangdong). Elle est la vice-présidente de la Fédération des syndicats de Hong Kong (en) (FTU) et un des 52 membres fondateurs de l'Alliance démocratique pour l'amélioration et le progrès de Hong Kong (en). Elle siège au Conseil législatif de Hong Kong à quatre reprises.

## Parcours
Chan étudie à l'université polytechnique de Hong Kong, puis à l'université de science et de recherche du Guangdong et enfin à l'université de Warwick en Angleterre.
En 1988, elle est la première candidate du FTU à se présenter aux élections locales ; elle gagne un siège au Conseil de l'Eastern District (en). En 1995, elle est la première femme syndicaliste à intégrer le Conseil législatif de Hong Kong,.